# Yao Zhenshan
Yao Zhenshan (姚振山) est un soldat chinois qui lutta contre les Japonais durant la pacification du Mandchoukouo.
Avant l'incident de Mukden de 1931, Yao était capitaine d'une compagnie dans le 3e bataillon du 676e régiment de la 27e brigade de l'armée du Jilin. Au début de l'invasion japonaise de la Mandchourie, il rejoignit Wang Delin et son armée du salut national populaire de Chine.
Après que cette armée ait été défaite et se soit retirée du Mandchoukouo, Yao resta sur place dans l'est de la province du Jilin. Le commandant-en—chef des troupes restantes, Wu Yicheng, nomma Yao à la tête d'une brigade. Il mena ainsi plusieurs expéditions et se coordonna avec d'autres forces anti-japonaises pour harceler les Japonais. En 1934, il devint l'un des trois commandant du 1er corps de l'armée. Il coopère plus tard avec la 2e armée de route de l'armée unie anti-japonaise du Nord-Est dans la lutte contre le Japon et le Mandchoukouo.
Après la mort de Yao au combat en 1938, la femme de Kong Xianrong, un autre commandant de Wang Delin, mène une petite troupe de guérilla qui continue la lutte jusqu'en été 1941 lorsqu'elle fut décimée.